# ديفيد ديلا روكو
ديفيد ديلا روكو (بالإنجليزية: David Della Rocco)‏ هو ممثل أمريكي، ولد في 4 مايو 1952 في الولايات المتحدة.

## وصلات خارجية
- ديفيد ديلا روكو على موقع IMDb (الإنجليزية)
- ديفيد ديلا روكو على موقع قاعدة بيانات الفيلم (الإنجليزية)